# アビアンカ航空410便墜落事故
アビアンカ航空410便墜落事故（英語: Avianca Flight 410）とは、1988年3月17日13時17分にコロンビアのククタ付近でアビアンカ航空410便が墜落した航空事故である。

## 概要
機体はコロンビアの国営航空会社であるアビアンカ航空が運航するボーイング727-21であった。410便はククタ-カミーロ・ダサ国際空港 (CUC) 発カルタヘナ・デ・インディアス-ラファエル・ヌニェス国際空港 (CTG) 行きの定期国内旅客便であった。機体はククタの滑走路33を離陸した直後にエル・エスパルティージョ山 (el cerro Espartillo) に墜落した。
機体の登録記号はHK-1716であった。事故機は以前パンナムの#N321PA（愛称:クリッパー・ケルンボン (Clipper Koln-Bonn) ）として飛行しており、1974年9月20日にアビアンカ航空へ売却された。この機体は1966年製であり、飛行時間は43,848時間であった。
1995年12月20日にアメリカン航空965便がバジェ・デル・カウカ県ブガ付近の山に墜落し150人が死亡するまで、410便の墜落はコロンビアで死亡者数が最多の航空事故であった。事故原因はパイロット・エラーであると断定された。
410便はカルタヘナへ向けてククタの滑走路33を13時13分から13時17分の間に離陸した。地上の目撃者があまりにも低空を飛行していたボーイング727を目撃したと知らせるまで410便からこれ以上詳しい情報はなかった。事故機は13時18分01秒に木々に接触したあと、エル・エスパルティージョ山の頂上に衝突した。燃料が爆発し、727は半分に破壊され崩壊した。残骸は半径60m以内に散乱していた。乗員7人、乗客136人に生存者はいなかった。
救助作業と委員会が事故現場へ急いだが、夕暮れによる視界不良のため到着できなかった。地域住民は明かりを提供し、救助隊が410便の機体の残り部分がある山頂に到達する手助けをした。翌日、遺体は親族による身元確認のため410便の出発地ククタへ運ばれた。
公式の事故原因は6,343フィートでのCFITであるとされた。調査では考えられる事故原因がいくつか挙げられ、その中にはコックピットにクルーでないパイロット (non-crew pilot) がおり、その人物がパイロットの注意をそらしたり航空機の操縦に干渉したりしたことや、機長と副操縦士のチームワーク (クルー・リソース・マネジメント) が欠如していたことも含まれていた。

## 類似事故
- デルタ航空1141便墜落事故
- LAPA 3142便離陸失敗事故
- サンタバーバラ航空518便墜落事故
- アエロスクレ157便墜落事故